# Yuta Murase
Yuta Murase (村瀬 勇太 Murase Yuta?), född 28 oktober 1989 i Chiba prefektur, är en japansk fotbollsspelare.
Murase började sin karriär 2012 i Matsumoto Yamaga FC. 2013 flyttade han till Fujieda MYFC. 2014 flyttade han till ReinMeer Aomori. Han spelade 90 ligamatcher för klubben. 2018 blev han utlånad till Nara Club. 2020 blev han utlånad till Vanraure Hachinohe. 2021 blev han utlånad till FC Maruyasu Okazaki.